# Banca centrale europea
La Banca centrale europea (BCE) è la banca centrale incaricata dell'attuazione della politica monetaria per i venti Paesi dell'Unione europea che hanno aderito alla moneta unica formando la cosiddetta zona euro, nonché della politica di vigilanza sugli enti creditizi. Ha sede a Francoforte sul Meno, in Germania.
Istituita il 1º giugno 1998 succedendo all'Istituto monetario europeo, in vista dell'introduzione dell'euro il 1º gennaio 1999, in passato è stata chiamata anche per metonimia Eurotower, dal nome del grattacielo dove fino all'ottobre 2014 aveva sede l'istituzione.
Gli Stati che vi hanno aderito sono: Austria, Belgio, Cipro, Croazia, Estonia, Finlandia, Francia, Germania, Grecia, Irlanda, Italia, Lettonia, Lituania, Lussemburgo, Malta, Paesi Bassi, Portogallo, Slovacchia, Slovenia, Spagna.

## Descrizione
La BCE è stata istituita in base al trattato sull'Unione europea e allo Statuto del sistema europeo di banche centrali e della Banca centrale europea, il 1º giugno 1998. Ha iniziato ad essere funzionale dal 1º gennaio 1999, quando tutte le funzioni di politica monetaria e del tasso di cambio delle allora undici banche centrali nazionali sono state trasferite alla BCE. Nella stessa data sono stati sanciti irrevocabilmente i tassi di conversione delle monete nazionali rispetto all'euro. Ai sensi del diritto pubblico internazionale, la Banca ha propria personalità giuridica autonoma.
La BCE può emanare decisioni e formulare raccomandazioni e pareri non vincolanti. Deve inoltre essere consultata dalle altre istituzioni dell'Unione per progetti di modifica dei trattati che riguardino il settore monetario, oltre che per ogni atto dell'Unione riguardante materie di sua competenza.
La sede della BCE è nel quartiere francofortese dell'Ostend, nella struttura preesistente di quello che è stato il mercato all'ingrosso cittadino, a Francoforte sul Meno in Germania. Fino al novembre del 2014 aveva sede nell'Eurotower grattacielo nel quartiere finanziario di Francoforte sul Meno, in Kaiserstraße.
Dal 1º novembre 2019 la presidente della BCE è la francese Christine Lagarde succeduta all'italiano Mario Draghi.

### La BCE, il Sistema Europeo delle Banche Centrali (SEBC) e l'eurosistema
La Banca Centrale Europea fa parte, insieme alle banche centrali nazionali di tutti i 27 Stati membri dell'Unione europea, del Sistema europeo delle banche centrali (SEBC); le banche centrali nazionali ne fanno infatti parte a prescindere dall'adozione della moneta unica. Solo i governatori delle banche nazionali dei paesi appartenenti all'eurozona, però, prendono parte al processo decisionale e attuativo della politica monetaria dell'euro, all'interno di un meccanismo detto eurosistema.
L'eurosistema è composto dalla BCE e dalle banche centrali nazionali dei paesi che hanno introdotto la moneta unica; le banche centrali nazionali dei paesi al di fuori dell'eurozona conducono invece una politica monetaria nazionale autonoma. Fintanto che vi saranno stati membri dell'Unione europea non appartenenti all'"area dell'euro" vi sarà l'inevitabile coesistenza tra eurosistema e SEBC. L'eurosistema non era stato previsto dai trattati in quanto inizialmente si prevedeva che tutti i paesi dell'Unione europea avrebbero partecipato alla moneta unica.

### Scopo
La funzione della Banca centrale europea, in base allo Statuto del SEBC e della BCE, è di assicurare che i compiti assegnati dai Trattati alla SEBC vengano assolti; tali compiti sono:
- definire e attuare la politica monetaria per l'area dell'euro
- svolgere le operazioni sui cambi
- detenere e gestire le riserve ufficiali dei paesi dell'area dell'euro
- promuovere il regolare funzionamento dei sistemi di pagamento.

L'obiettivo prioritario del SEBC, secondo quanto stabilito dallo statuto stesso e dal Trattato sul funzionamento dell'Unione europea, è il controllo dell'andamento dei prezzi. Questo tipo di obiettivo si definisce mandato individuale, in opposizione al mandato duale della Federal Reserve, che promuove stabilità dei prezzi e piena occupazione. Nello specifico l'obiettivo è assicurare che il tasso di inflazione di medio periodo sia simmetrico al 2%. Gli altri obiettivi del SEBC (e quindi della BCE) possono essere perseguiti solo se non compromettono l'obiettivo di controllo dell'inflazione; fra tali obiettivi (definiti dall'articolo 3 del trattato sull'Unione Europea) vi sono:
- promuovere la pace, i suoi valori e il benessere dei suoi popoli;
- lo sviluppo sostenibile dell'Europa, basato su una crescita economica equilibrata e sulla stabilità dei prezzi, su un'economia sociale di mercato fortemente competitiva, che mira alla piena occupazione e al progresso sociale, e su un elevato livello di tutela e di miglioramento della qualità dell'ambiente;
- il progresso scientifico e tecnologico;
- combattere l'esclusione sociale e le discriminazioni e promuovere la giustizia e la protezione sociali, la parità tra donne e uomini, la solidarietà tra le generazioni e la tutela dei diritti del minore.

Altre banche centrali sono libere di decidere discrezionalmente se privilegiare l'obiettivo di controllo dell'inflazione o altri obiettivi, come l'incremento dell'occupazione e la crescita economica.

### Strumenti
Gli strumenti "classici" attraverso cui la SEBC e la BCE regolano l'offerta di moneta sono:
- Fissazione dei tassi d'interesse di policy (quello sulle operazioni di rifinanziamento principali, quello sulle operazioni di rifinanziamento marginale e quello sui depositi overnight presso la banca centrale)[9]
- Operazioni di mercato aperto
- Operazioni su iniziativa delle controparti, per la gestione giornaliera della liquidità
- Modifiche del coefficiente di riserva obbligatorio delle banche

Le "operazioni di mercato aperto" si svolgono tramite acquisto (o vendita) di titoli in cui si crea (o assorbe) base monetaria. Solitamente sono operazioni a "pronti contro termine", cioè temporanee, in cui ad esempio nel primo periodo si compra una certa quantità di titoli e in un periodo successivo si vende la stessa o una diversa quantità dello stesso titolo, in modo tale da permettere una certa flessibilità nell'azione della banca centrale. Questo tipo di operazione si inserisce nel principio di libero mercato adottato dall'Unione Europea. Le "operazioni di rifinanziamento principale" sono le operazioni più importanti della BCE: infatti la maggior parte della base monetaria offerta è fornita tramite questa modalità. Un altro strumento sono le operazioni di rifinanziamento a più lungo termine.
Le "operazioni su iniziativa delle controparti" sono due tipi di operazioni che rispettivamente iniettano o assorbono liquidità overnight (dal pomeriggio alla mattina del giorno dopo)
- il rifinanziamento marginale in cui una banca chiede un prestito ad un tasso prestabilito dalla banca centrale, dietro garanzia, per una necessità di liquidità.
- il deposito marginale in cui una banca deposita solitamente un eccesso di liquidità ad un certo tasso stabilito dalla Banca centrale.

La differenza tra il tasso di rifinanziamento marginale e il tasso di deposito marginale dà luogo al cosiddetto "corridoio" in cui fluttua il tasso di interesse interbancario.
Un altro strumento è la "riserva obbligatoria", una percentuale dei depositi, titoli di debito e titoli del mercato monetario con scadenza inferiore ai due anni che le banche devono depositare presso la banca centrale. Quello che conta è che nel mese considerato sia tenuta in media la percentuale richiesta con la possibilità quindi per le banche di mobilizzare la riserva per necessità di liquidità senza dover richiedere liquidità al mercato interbancario.

### Interventi in risposta alla crisi
In seguito alla crisi che nel 2008 ha colpito l'economia mondiale, e poi specificamente l'Europa, pesando sui bilanci delle banche e degli Stati, la BCE ha progressivamente assunto un ruolo più interventista, sia abbassando gradualmente i tassi d'interesse, sia avviando nuovi tipi di operazioni, spesso definite collettivamente "misure non convenzionali", in opposizione agli strumenti "classici". Queste nuove misure sono:
- Long Term Refinancing Operation (LTRO): due operazioni con cui, a partire dal dicembre 2011, la Banca centrale ha stanziato fondi tramite aste a tasso fisso e a piena aggiudicazione, con scadenza a 36 mesi invece dell'usuale settimana. In tal modo tra il dicembre 2011 e il febbraio 2012 sono stati prestati alle banche europee oltre 1000 miliardi di euro con l'obiettivo di normalizzare i parametri del credito nell'Eurozona ed evitare un credit crunch.[10]
- Securities Markets Programme (SMP): programma avviato nel maggio 2010 e proseguito fino al settembre 2012, consistente nell'acquisto sul mercato secondario di titoli del debito pubblico (fermo restando il divieto stabilito nei trattati europei di acquistare tali titoli sul mercato primario), con lo scopo di frenare il contagio della crisi del debito sovrano partita dalla Grecia (reputando che il mercato dei titoli di stato scontasse in quel periodo un'ingiustificata volatilità) e di assicurare il corretto funzionamento del meccanismo di trasmissione della politica monetaria. L'impatto di queste operazioni veniva interamente sterilizzato.[11][12]
- Outright Monetary Transactions (OMT): programma di acquisto di titoli di stato sul mercato secondario annunciato nel settembre 2012. La principale differenza rispetto al SMP è che qui il programma può essere avviato solo se il Paese che ne usufruisce ha prima fatto richiesta di aiuto a uno dei cosiddetti "fondi salva-Stati" (il Fondo europeo di stabilità finanziaria prima e il Meccanismo europeo di stabilità poi). Il programma non è mai stato implementato, in parte perché a partire dall'estate del 2012 le turbolenze sul mercato dei titoli di stato si sono ridotte.[13][14]
- Targeted Long Term Refinancing Operations (TLTRO): due serie di operazioni portate avanti nel giugno 2014 e nel marzo 2016, simili al LTRO ma mirate a privilegiare le banche che aumentano i prestiti a imprese e famiglie. L'obiettivo è quello di stimolare l'inflazione, scesa nel frattempo sensibilmente al di sotto dell'obiettivo, reputando che operare ulteriormente sui tassi d'interesse, già bassissimi, non avrebbe sortito effetti.[15][16]
- Asset Purchase Programmes (APP): programmi di acquisto diretto di titoli avviati all'inizio del 2015 con l'obiettivo di stimolare l'inflazione.[17][18]

Nel corso della crisi l'attività della BCE è stata giudicata lenta o insufficiente da vari economisti. In particolare si chiedeva alla Banca centrale di assumere il ruolo di prestatore di ultima istanza, ossia di acquistare direttamente titoli di stato dei Paesi sottoposti alla pressione dei mercati, per consentire un calo degli interessi, e di effettuare una politica monetaria espansiva, sull'esempio degli alleggerimenti quantitativi operati della Federal Reserve. Le operazioni elencate più su hanno solo in parte soddisfatto queste richieste, con l'acquisto di titoli di stato sul mercato secondario e l'aumento significativo degli attivi di bilancio della BCE, seppure questo aumento non è paragonabile a quello registrato dalla Fed durante la crisi.

### Strategia di politica monetaria
Nel dibattito teorico esistono essenzialmente due diverse strategie per attuare la politica monetaria: il monetary targeting e l'inflation targeting. Il primo fa riferimento all'approccio eseguito da alcune banche centrali nazionali, dagli anni settanta, in cui per controllare l'inflazione e l'attività economica si fa riferimento al tasso di crescita di uno o più aggregati monetari. Questo approccio richiede però particolari presupposti: una stabile relazione tra domanda di moneta e livello dei prezzi cioè una stabile funzione di domanda di moneta e la possibilità di controllare lo stock di moneta nel breve periodo. Un paese che ha avuto successo con questo approccio è stato, in particolare, la Germania.
L'inflation targeting invece è inteso come l'obiettivo della banca centrale di mantenere entro un certo intervallo l'inflazione, senza l'imposizione a priori di quali strumenti debba utilizzare.
La BCE non avendo materiale empirico sufficiente per scegliere una particolare strategia, ha scelto di implementarne una propria definita «strategia di politica monetaria orientata alla stabilità» che include caratteristiche di entrambe le strategie sopracitate.
Tale strategia si basa su due pilastri: il primo è la quantità di moneta. Il Consiglio direttivo della BCE ha individuato un valore di riferimento per la crescita della moneta, che però non è vincolante, riferito all'aggregato monetario M3. Da maggio 2003 inoltre la BCE non fa più una revisione annuale di questo indicatore.
Il secondo pilastro è invece una «valutazione di ampio respiro delle previsione dell'andamento dei prezzi nell'area euro [..]. Questa valutazione verrà compiuta facendo riferimento a un ampio ventaglio di indicatori economici». Questi ultimi sono: indicatori dell'attività economica reale, costo del lavoro, tassi di cambio e prezzi esteri, prezzi delle attività finanziarie e aspettative di imprese e consumatori.

## L'organizzazione della BCE
Il processo decisionale all'interno dell'eurosistema è centralizzato a livello degli organi direttivi della BCE; l'organizzazione della BCE, basata su quella della Bundesbank tedesca, prevede che tali organi direttivi siano costituiti (articolo 109A del Trattato) da un comitato esecutivo, a cui capo siede il presidente della BCE (il governatore), e dal consiglio direttivo costituito dai membri del comitato esecutivo e dai rappresentanti delle altre banche appartenenti all'eurosistema (con l'esclusione quindi dei rappresentanti delle banche centrali dei paesi non aderenti all'euro); dal momento che alcuni dei paesi appartenenti all'UE non hanno ancora aderito alla moneta unica, esiste, dunque, un terzo organo decisionale, il consiglio generale. Esiste anche il consiglio di vigilanza,che si occupa di vigilare sugli enti creditizi.

### Comitato esecutivo
Il Comitato esecutivo comprende il presidente e il vicepresidente della BCE e quattro altri membri, tutti scelti tra personalità aventi autorità ed esperienza professionale riconosciute in materia monetaria o bancaria, nominati dal Consiglio europeo che delibera a maggioranza qualificata su raccomandazione del Consiglio dell'Unione europea sentito il parere del Parlamento europeo e del Consiglio direttivo della BCE (mentre per le nomine iniziali è stato sentito il Consiglio dell'Istituto monetario europeo). Le funzioni principali del Comitato esecutivo comprendono:
- l'attuazione della politica monetaria conformemente agli orientamenti e alle decisioni del Consiglio dei governatori e, nell'ambito di tale quadro, impartire alle Banche centrali nazionali le necessarie istruzioni;
- l'esercizio dei poteri delegati da parte del Consiglio direttivo;
- la gestione corrente della BCE.

### Consiglio direttivo
Il consiglio direttivo è stato fino alla fine del 2014 un organo a votazione semplice, ogni membro aveva diritto ad un voto. Dal 2015, con l'adesione della Lituania, il numero dei governatori delle banche centrali membri del consiglio ha superato il limite di 18 e ha innescato un processo di ridistribuzione dei voti in base alle dimensioni delle loro economie: i governatori delle banche delle cinque più grandi economie hanno diritto a 4 voti, tutti gli altri si condividono 11 voti.
Le principali funzioni del consiglio direttivo consistono in:
- definire l'orientamento generale della politica della banca e prendere le decisioni necessarie al raggiungimento degli obiettivi conferiti all'eurosistema;
- definire la politica monetaria dell'area dell'euro compresi gli obiettivi monetari intermedi, i tassi di interesse di riferimento e l'offerta delle riserve monetarie in seno all'eurosistema e la definizione degli indirizzi necessari alla loro esecuzione.

### Consiglio generale
Il consiglio generale è composto dal presidente e dal vicepresidente della BCE e dai governatori delle BCN di quei Paesi UE che non hanno adottato l'euro come moneta corrente. (Possono partecipare alle riunioni del Consiglio generale, ma senza diritto di voto, gli altri membri del comitato esecutivo della BCE, il presidente del Consiglio dell'Unione europea e un membro della Commissione europea). Il consiglio generale è un organo a carattere transitorio dal momento che, a norma dello "statuto del sistema europeo di banche centrali e della Banca centrale europea", verrà sciolto nel momento in cui tutti gli stati membri dell'UE avranno introdotto l'euro come moneta unica. Il consiglio generale svolge i compiti in precedenza affidati all'Istituto monetario europeo, e assunti dalla BCE nella Terza fase dell'Unione economica e monetaria (UEM).
Il consiglio generale si occupa, tra l'altro, dei seguenti compiti:
- assolvere le funzioni consultive della BCE;
- raccogliere le informazioni statistiche;
- redigere il rapporto annuale della BCE;
- redigere le disposizioni per l'uniformazione delle procedure contabili delle banche centrali nazionali.

| Membro                                | Comitato esecutivo | Consiglio direttivo | Consiglio generale |
| ------------------------------------- | ------------------ | ------------------- | ------------------ |
| Christine Lagarde, presidente         | Si                 | Si                  | Si                 |
| Luis de Guindos, vicepresidente       | Si                 | Si                  | Si                 |
| Frank Elderson                        | Si                 | Si                  | No                 |
| Philip R. Lane                        | Si                 | Si                  | No                 |
| Fabio Panetta (Italia)                | Si                 | Si                  | No                 |
| Isabel Schnabel                       | Si                 | Si                  | No                 |
| Pierre Wunsch (Belgio)                | No                 | Si                  | Si                 |
| Jens Weidmann (Germania)              | No                 | Si                  | Si                 |
| Madis Müller (Estonia)                | No                 | Si                  | Si                 |
| Gabriel Makhlouf (Irlanda)            | No                 | Si                  | Si                 |
| Yannis Stournaras (Grecia)            | No                 | Si                  | Si                 |
| Pablo Hernández de Cos (Spagna)       | No                 | Si                  | Si                 |
| François Villeroy de Galhau (Francia) | No                 | Si                  | Si                 |
| Boris Vujčić (Croazia)                | No                 | Si                  | Si                 |
| Ignazio Visco (Italia)                | No                 | Si                  | Si                 |
| Constantinos Herodotou (Cipro)        | No                 | Si                  | Si                 |
| Gediminas Šimkus (Lituania)           | No                 | Si                  | Si                 |
| Mārtiņš Kazāks (Lettonia)             | No                 | Si                  | Si                 |
| Gaston Reinesch (Lussemburgo)         | No                 | Si                  | Si                 |
| Edward Scicluna (Malta)               | No                 | Si                  | Si                 |
| Klaas Knot (Paesi Bassi)              | No                 | Si                  | Si                 |
| Robert Holzmann (Austria)             | No                 | Si                  | Si                 |
| Mário Centeno (Portogallo)            | No                 | Si                  | Si                 |
| Boštjan Vasle (Slovenia)              | No                 | Si                  | Si                 |
| Peter Kažimír (Slovacchia)            | No                 | Si                  | Si                 |
| Olli Rehn (Finlandia)                 | No                 | Si                  | Si                 |
| Dimitar Radev (Bulgaria)              | No                 | No                  | Si                 |
| Jiří Rusnok (Repubblica Ceca)         | No                 | No                  | Si                 |
| Lars Rohde (Danimarca)                | No                 | No                  | Si                 |
| Matolcsy György (Ungheria)            | No                 | No                  | Si                 |
| Adam Glapiński (Polonia)              | No                 | No                  | Si                 |
| Mugur Constantin Isărescu (Romania)   | No                 | No                  | Si                 |
| Stefan Ingves (Svezia)                | No                 | No                  | Si                 |

### Consiglio di vigilanza
Il consiglio di vigilanza, che si riunisce ogni tre settimane, è composto da:
- un Presidente (nominato con mandato quinquennale non rinnovabile)
- un Vicepresidente (scelto fra i membri del Comitato esecutivo della BCE)
- quattro rappresentanti della BCE
- dai rappresentanti delle autorità nazionali di vigilanza.[24]

Nell'ambito della sua attività di vigilanza può assumere decisioni di vario tipo, fra cui:
- definire requisiti patrimoniali micro e macroprudenziali (“riserve”)
- decidere la significatività delle banche vigilate
- concedere o revocare licenze bancarie
- valutare l’acquisto e la cessione di partecipazioni qualificate da parte delle banche
- adottare misure esecutive e comminare sanzioni nei confronti delle banche significative.

Per evitare conflitti d'interesse fra la politica monetaria e l'attività di vigilanza la BCE adotta il "principio di separazione" tra le riunioni del consiglio direttivo e la "procedura di non obiezione", per cui se quest'ultimo non solleva obiezioni le decisioni del consiglio di vigilanza sono adottate automaticamente.
Da gennaio 2019 è presidente del consiglio di sorveglianza Andrea Enria, vicepresidente Yves Mersch.

### Direzioni generali
- Amministrazione
- Analisi economica
- Comunicazione
- Ricerca
- Operazioni di mercato
- Pagamenti e infrastrutture di mercato
- Relazioni internazionali ed europee
- Risorse umane e bilancio di previsione
- Segretariato
- Servizi legali
- Sistemi informatici
- Servizi statistici

### Elenco dei presidenti e dei vicepresidenti
Il presidente della Banca centrale europea, così come gli altri cinque membri del comitato esecutivo, dura in carica otto anni.
Dal 1998 a oggi hanno ricoperto tale carica:
| # | Presidente          | Mandato                            | Stato membro | Incarico precedente                     |
| - | ------------------- | ---------------------------------- | ------------ | --------------------------------------- |
| 1 | Wim Duisenberg      | 1º giugno 1998 - 31 ottobre 2003   | Paesi Bassi  | Governatore della Banca dei Paesi Bassi |
| 2 | Jean-Claude Trichet | 1º novembre 2003 - 31 ottobre 2011 | Francia      | Governatore della Banca di Francia      |
| 3 | Mario Draghi        | 1º novembre 2011- 31 ottobre 2019  | Italia       | Governatore della Banca d'Italia        |
| 4 | Christine Lagarde   | dal 1º novembre 2019               | Francia      | Direttrice Operativa del FMI            |

Hanno ricoperto la carica di vicepresidente:
| # | Vicepresidente         | Mandato                         | Stato membro | Presidenza                          |
| - | ---------------------- | ------------------------------- | ------------ | ----------------------------------- |
| 1 | Christian Noyer        | 1º giugno 1998 - 31 maggio 2002 | Francia      | Wim Duisenberg                      |
| 2 | Lucas Papademos        | 1º giugno 2002 - 31 maggio 2010 | Grecia       | Wim Duisenberg; Jean-Claude Trichet |
| 3 | Vítor Constâncio       | 1º giugno 2010 - 31 maggio 2018 | Portogallo   | Jean-Claude Trichet; Mario Draghi   |
| 4 | Luis de Guindos Jurado | dal 1º giugno 2018              | Spagna       | Mario Draghi; Christine Lagarde     |

### Immunità
L'articolo 40 del Protocollo sullo statuto del Sistema europeo di banche centrali e della Banca centrale europea, recita:
"La BCE beneficia sul territorio degli stati membri dei privilegi e delle immunità necessari per l'assolvimento dei propri compiti, alle condizioni previste dal protocollo sui privilegi e sulle immunità delle Comunità europee [...]".
In materia di immunità tale concetto è stato ripreso dall'articolo 11 della Costituzione europea, relativo all'immunità di giurisdizione, sul territorio di ciascuno stato membro, per i funzionari e altri agenti dell'Unione per gli atti da loro compiuti in veste ufficiale, per il quale la giurisdizione ricade presso la Corte di giustizia dell'Unione europea e non presso i tribunali nazionali.
La Corte di Giustizia ha una vasta giurisdizione, per cui vi sono solo pochi casi, residuali, in cui le Corti degli Stati membri possono pronunciarsi, dato che l'incompetenza generale delle Corti nazionali su materie in cui la CEDU ha giurisdizione, comporta l'obbligo di archiviare eventuali procedimenti a carico della BCE.
L'immunità riguarda anche l'inviolabilità delle sedi, immobili, mezzi di trasporto, archivi e comunicazioni, immunità da azioni legali quando agiscono in "veste ufficiale" (diversamente dall'immunità dei diplomatici, non rispondono legalmente nel proprio Paese di origine).

## Capitale e riserve
Le Banche centrali nazionali (BCN) sono le uniche autorizzate alla sottoscrizione e alla detenzione del capitale sociale della BCE. La sottoscrizione di tale capitale sociale è stata effettuata secondo un criterio di ripartizione proporzionale alla percentuale di ciascuno stato membro dell'Unione europea al PIL comunitario e alla popolazione dell'Unione.
Al 1º gennaio 2015, l'ammontare sottoscritto, e interamente versato, dalle banche centrali nazionali dei paesi della "zona euro" è pari a 7.619.884.851,40 euro, ovvero il 70,3915% dei 10.825.007.069,61 euro costituenti il totale del capitale sociale della BCE. Nel dicembre 2010, infatti, è stato deliberato, con effetto dal 29 dicembre 2010, un aumento di capitale di 5 miliardi di euro, portando così il capitale sociale dai precedenti 5,76 miliardi agli attuali 10,76. Le banche centrali nazionali della zona euro hanno pagato la prima rata dell'aumento il 29 dicembre 2010, mentre le restanti due rate verranno corrisposte, rispettivamente, alla fine del 2011 e alla fine del 2012.

### Quote sottoscritte dalle BCN degli Stati membri la cui moneta è l'euro
Nella tabella qui sotto sono riportate le quote di capitale sottoscritte e versate dalle BCN aderenti all'eurozona:
| Stato       | Banca centrale nazionale                               | Quota (%) | Capitale versato (€) |
| ----------- | ------------------------------------------------------ | --------- | -------------------- |
| Germania    | Deutsche Bundesbank                                    | 21,4394   | 2.320.816.565,68     |
| Francia     | Banque de France                                       | 16,6108   | 1.798.120.274,32     |
| Italia      | Banca d'Italia                                         | 13,8165   | 1.495.637.101,77     |
| Spagna      | Banco de España                                        | 9,6981    | 1.049.820.010,62     |
| Paesi Bassi | De Nederlandsche Bank                                  | 4,7662    | 515.941.486,95       |
| Belgio      | Nationale Bank van België/Banque Nationale de Belgique | 2,9630    | 320.744.959,47       |
| Grecia      | Bank of Greece                                         | 2,0117    | 217.766.667,22       |
| Austria     | Oesterreichische Nationalbank                          | 2,3804    | 257.678.468,28       |
| Portogallo  | Banco de Portugal                                      | 1,9035    | 206.054.009,57       |
| Finlandia   | Suomen Pankki - Finlands Bank                          | 1,4939    | 161.714.780,61       |
| Irlanda     | Bank Ceannais na hÉireann/ Central Bank of Ireland     | 1,3772    | 149.081.997,36       |
| Slovacchia  | Národná banka Slovenska                                | 0,9314    | 100.824.115,85       |
| Croazia     | Hrvatska narodna banka                                 | 0,6595    | 71.390.921,62        |
| Lituania    | Lietuvos bankas                                        | 0,4707    | 50.953.308,28        |
| Slovenia    | Banka Slovenije                                        | 0,3916    | 42.390.727,68        |
| Lettonia    | Latvijas Banka                                         | 0,3169    | 34.304.447,40        |
| Lussemburgo | Banque centrale du Luxembourg                          | 0,2679    | 29.000.193,94        |
| Estonia     | Eesti Pank                                             | 0,2291    | 24.800.091,20        |
| Cipro       | Central Bank of Cyprus                                 | 0,1750    | 18.943.762,37        |
| Malta       | Bank Ċentrali ta' Malta/Central Bank of Malta          | 0,0853    | 9.233.731,03         |
| Totale      | Totale                                                 | 81,9881   | 8.875.217.621,22     |

Le BCN degli Stati membri la cui moneta è l'euro hanno dotato la BCE di riserve di cambio per un valore equivalente a circa 40 miliardi di euro. Il contributo di ciascuna banca centrale nazionale è stato fissato proporzionalmente alla partecipazione nel capitale BCE ed è stato versato in oro per il 15%, in dollari statunitensi e yen per il restante 85%.

### Quote sottoscritte e quote versate dalle BCN degli Stati membri che non hanno adottato l'euro
Secondo l'articolo 48 dello statuto della BCE, le Banche centrali nazionali degli Stati membri con deroga, le quali non hanno titolo a partecipare alla ripartizione dell'utile, né sono tenute al ripianamento delle perdite della BCE, versano il 7% delle quote di capitale rispettivamente sottoscritte a titolo di contribuzione ai costi operativi della BCE connessi alla partecipazione al SEBC (Sistema europeo delle banche centrali).
Nella tabella qui sotto sono riportate le quote di capitale sottoscritte e versate dalle BCN non aderenti all'eurozona:
| Banca Centrale Nazionale                              | Capitale sottoscritto (%) | Capitale sottoscritto [€] | Capitale versato [€] |
| ----------------------------------------------------- | ------------------------- | ------------------------- | -------------------- |
| Narodowy Bank Polski                                  | 6,0335                    | 554.565.112,18            | 24.492.255,06        |
| Banca Naţională a României                            | 2,8289                    | 281.709.983,98            | 11.483.573,44        |
| Sveriges Riksbank                                     | 2,9790                    | 246.041.585,69            | 12.092.886,02        |
| Česká národní banka                                   | 1,8794                    | 174.011.988,64            | 7.629.194,36         |
| Danmarks Nationalbank                                 | 1,7591                    | 161.000.330,15            | 7.140.851,23         |
| Magyar Nemzeti Bank                                   | 1,5488                    | 149.363.447,55            | 6.287.164,11         |
| Българска народна банка (Banca nazionale di Bulgaria) | 0,9832                    | 92.986.810,73             | 3.991.180,11         |
| Totale                                                | 18,0119                   | 3.205.122.218,21          | 73.117.104,33        |
| Totale generale                                       | 100,0000                  | 10.825.007.069,61         | 8.948.334.725,55     |

Come si evince dalle tabelle la maggioranza relativa delle quote è detenuta dalla Bundesbank, seguita da Banque de France e Banca d'Italia.

## Critiche al ruolo della BCE

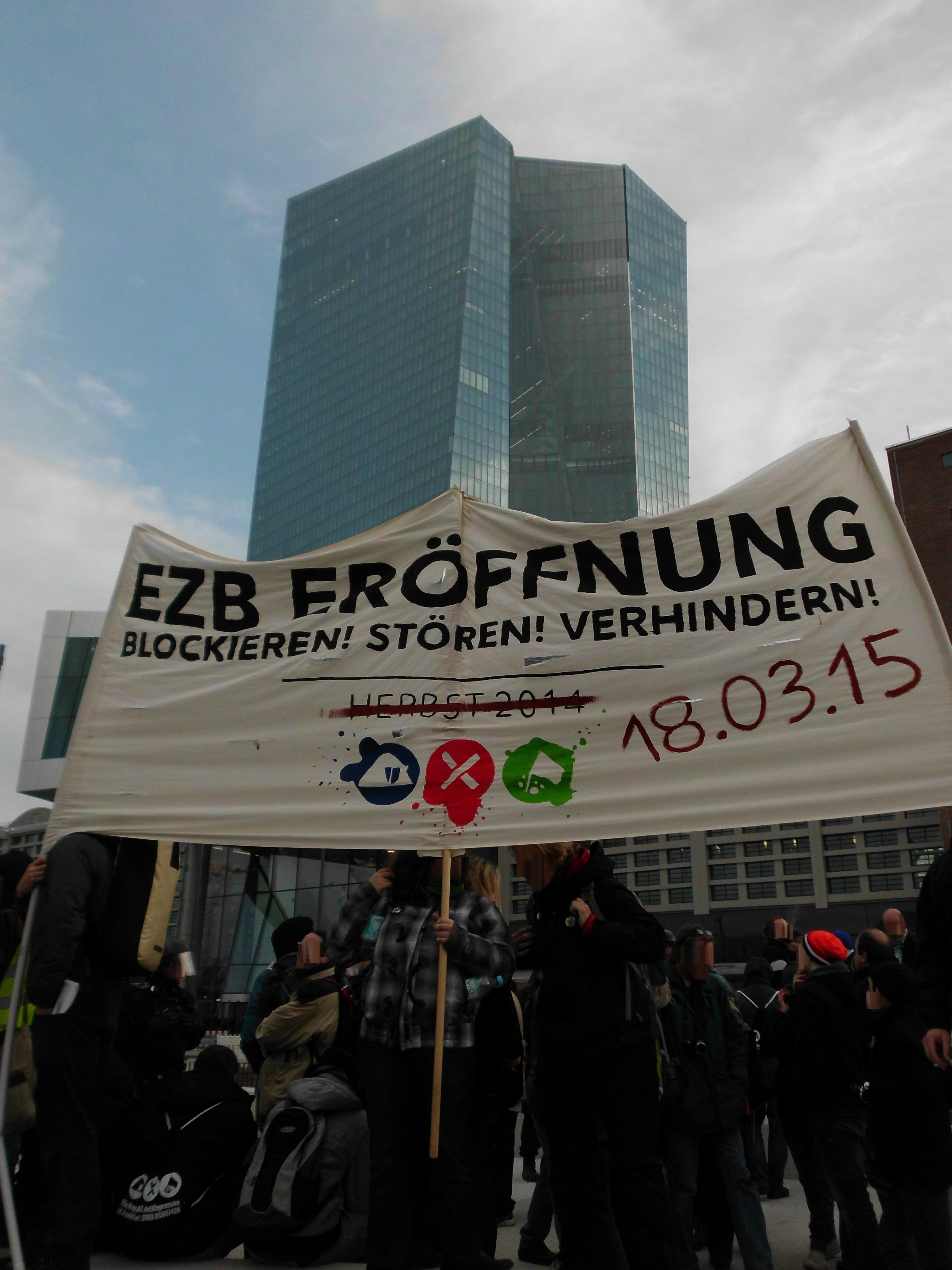
Manifestazione davanti alla BCE (2014)

### Indipendenza
Il primo aspetto per il quale la BCE viene criticata è l'assoluta indipendenza dal processo democratico: la BCE è, infatti, nata come una banca centrale, pensata per operare in maniera indipendente dalla politica; sebbene i suoi poteri e obiettivi derivino da decisioni politiche dell'Unione europea e dei paesi membri della stessa, le decisioni su come tali poteri debbano essere utilizzati e sul come raggiungere gli obiettivi prefissati sono state, infatti, direttamente delegate alla BCE stessa.
Alcuni ritengono non democratica tale indipendenza decisionale e criticano, di conseguenza, il processo decisionale e gli obiettivi della BCE, asserendo sia che gli obiettivi economici della BCE sono troppo lontani da quelli dei cittadini dell'Unione sia che la politica monetaria della banca è troppo impermeabile a eventuali critiche.
La BCE, inoltre, non pubblica i dettagli relativi alle riunioni degli organi decisionali della banca. Alcuni critici ritengono che essi non siano pubblicati per non dar conto delle fratture e dei differenti punti di vista emersi, pur se esistenti.
Come conseguenza di ciò si sottolinea come i cittadini dell'Unione europea possano influenzare le decisioni della BCE solo in maniera del tutto indiretta tramite il processo elettorale in ciascuno degli stati membri: anche così, però, l'influenza sulla concreta politica operativa della BCE, esercitabile dai cittadini europei, è di rilevanza assai modesta.
Di fatto la BCE è totalmente indipendente nell'esercizio delle sue funzioni e non può, al pari delle banche centrali nazionali del SEBC e dei membri dei rispettivi organi decisionali, sollecitare o accettare istruzioni da organismi esterni. Le istituzioni dell'UE e i governi degli Stati membri si impegnano a rispettare questo principio evitando di influenzare la BCE o le banche centrali nazionali.
Di contro è pur vero che la BCE rimane responsabile delle proprie decisioni sia nei confronti del Parlamento europeo che del Consiglio dei ministri: come già indicato le nomine del presidente, del vicepresidente e degli altri membri del Comitato esecutivo della BCE devono infatti essere approvate da consiglio e parlamento prima di diventare effettive e, inoltre, la BCE deve presentare una relazione annuale del proprio operato di fronte al parlamento riunito in seduta plenaria mentre, sia il proprio presidente sia i membri del Comitato esecutivo, partecipano alle riunioni (che sono almeno quattro all'anno) del "Comitato parlamentare per gli affari monetari".
L'indipendenza delle banche centrali dai governi è comunque vista favorevolmente dagli economisti neoliberali, che ritengono che una subordinazione al potere politico tenda a compromettere l'obiettivo della stabilità dei prezzi.

### Obiettivo della stabilità dei prezzi
I critici affermano che gli obiettivi fissati e perseguiti dalla BCE siano inappropriati. Essi sostengono che il controllo dell'inflazione sia un obiettivo troppo limitato in relazione alle reali necessità dell'economia, e che la BCE dovrebbe operare tenendo conto anche di altri obiettivi, quali la crescita economica, il raggiungimento del tasso di disoccupazione naturale o frizionale o la stabilità dei tassi di cambio.
Coloro che sono a favore del controllo dell'inflazione come obiettivo centrale della BCE, invece, sostengono che l'obiettivo del pieno impiego debba essere raggiunto attraverso altri strumenti, che appartengono al campo della politica fiscale, e che attribuire tale obiettivo alla banca centrale ne minerebbe la credibilità anche relativamente al mantenimento della stabilità dei prezzi. La stabilità del cambio, invece, avrebbe bisogno di un intervento comune di governi e di Banca centrale e porrebbe dei rischi per il rispetto dell'obiettivo primario. Per tale motivo la Banca centrale si è limitata ad applicare questo obiettivo nei confronti dei paesi che hanno interesse a entrare nell'Euro e che appartengono allo SME 2.